# 뽀로로 극장판 컴퓨터 왕국 대모험
《뽀로로 극장판 컴퓨터 왕국 대모험》은 Wonderwing.com Entertainment PorchLight Entertainment Co Ltd의 애니메이션 영화로, 뽀롱뽀롱 뽀로로의 세 번째 극장판이다.

## 출연진
- 이선 - 뽀로로 역
- 이미자 - 크롱 역
- 함수정 - 에디 역
- 홍소영 - 루피 역
- 정미숙 - 패티,호수요정 역
- 김서영 - 해리,공주 역
- 김환진 - 포비 역
- 엄상현 - 치치 왕자 역
- 홍범기 - 거미 마왕 역